# Geomorfologický systém
Geomorfologický systém je jednotka nejvyšší úrovně v hierarchickém geomorfologickém členění povrchu Země v podobě, v jakém se toto členění obvykle uplatňuje v Česku.
Typicky jde o rozsáhlou oblast, jejíž horniny se vesměs dostaly na povrch v jednom geologickém období. Podle Demka (1987) je systém „nejvyšší geomorfologická jednotka, odpovídá základní strukturně-tektonické jednotce."
Příklady: Alpsko-himálajský systém, Hercynský systém.